# Tottie
Tottie var en grosshandlarfamilj i Stockholm, som bland annat blev känd genom handelshuset Tottie & Arfwedson grundat 1771. År 1668 kom skotten Thomas Tottie till Sverige och började arbeta hos tobaksfabrikören Jakob Hoving. Thomas Tottie hade fjorton barn, bland dem sonen Charles Tottie.

## Släktingar (i urval)

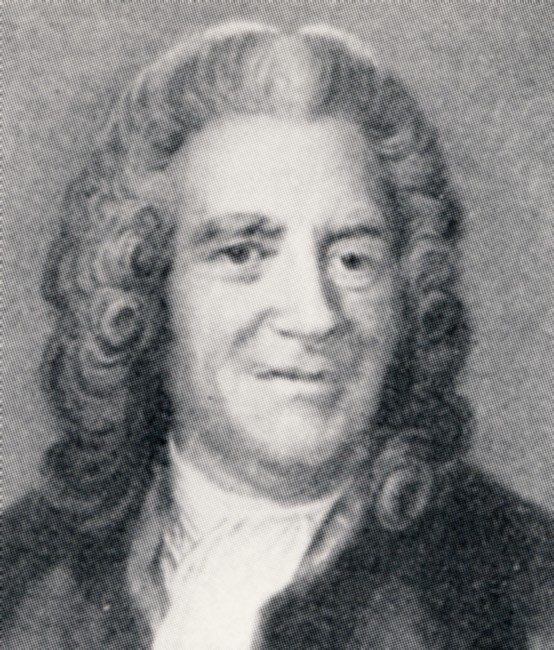
Charles Tottie (1703–1776).

- Thomas Tottie, invandrare från Skottland, grosshandlare
  - Charles Tottie (1703–1776), grosshandlare och grundare av Stockholms stads brandförsäkringskontor
    - Anders Tottie (1739–1816), grosshandlare, ägde en tid Tullinge gård
      - Charles Tottie (1781–1870), handelsman
        - Henry Tottie (1825–1902), grosshandlare
          - Charles Tottie (1855–1938), överste
            - Henry Tottie (1888–1952), generallöjtnant

          - Henry Tottie (1856–1913), biskop

      - Tomas Tottie (1741–1797), brukspatron
        - Carl Tottie (1784–1850), brukspatron
          - Reinhold Tottie (1818–1902), brukspatron
            - Gustaf Tottie (1866–1949), expreditionschef
              - Anders Tottie (1902–1995), landshövding
              - Malcolm Tottie (1909–1996), medicinalråd
- Claes Tottie (1929–2019), arkitekt
- Thomas Tottie (1930–2020), biblioteksman